# История Благовещенска
Благовещенск был основан в 1856 году, когда был заложен «Усть-Зейский военный пост».

## Основание
Впервые русские появились на месте слияния двух рек — Амура и Зеи — летом 1644 года, когда там остановился первопроходец Василий Данилович Поярков со своим отрядом. В 1653 году землепроходец Ерофей Павлович Хабаров решил построить на этом месте острог, но после подписания в 1689 году Нерчинского договора русские были вынуждены покинуть левый берег Амура.
Годом основания Благовещенска считается 1856 год, когда был заложен Усть-Зейский военный пост. К 1856 году назрела необходимость окончательно определиться с принадлежностью левого берега Амура Российской империи. Для этого нужно было принять меры по закреплению в этой местности русского населения. 21 мая (2 июня) 1856 года на левый берег Амура неподалёку от устья Зеи прибыл военный отряд численностью около 500 солдат, которые занялись расчисткой территории, подготовкой её для размещения будущих переселенцев. Солдаты выкорчёвывали лес, брёвна готовились для построек, расчищалось место под огороды. 29 июня (11 июля) прибыла первая группа переселенцев в количестве 60 человек, собранная из забайкальских казаков. Руководил отрядом сотник М. Г. Травин. Они должны были продержаться на посту зиму, чтобы в следующем году принять новую партию переселенцев. В их обязанности входила охрана складов с продовольствием и поддержание почтовой связи. Кроме того, надлежало до зимы выстроить как можно больше домов для будущих жителей.

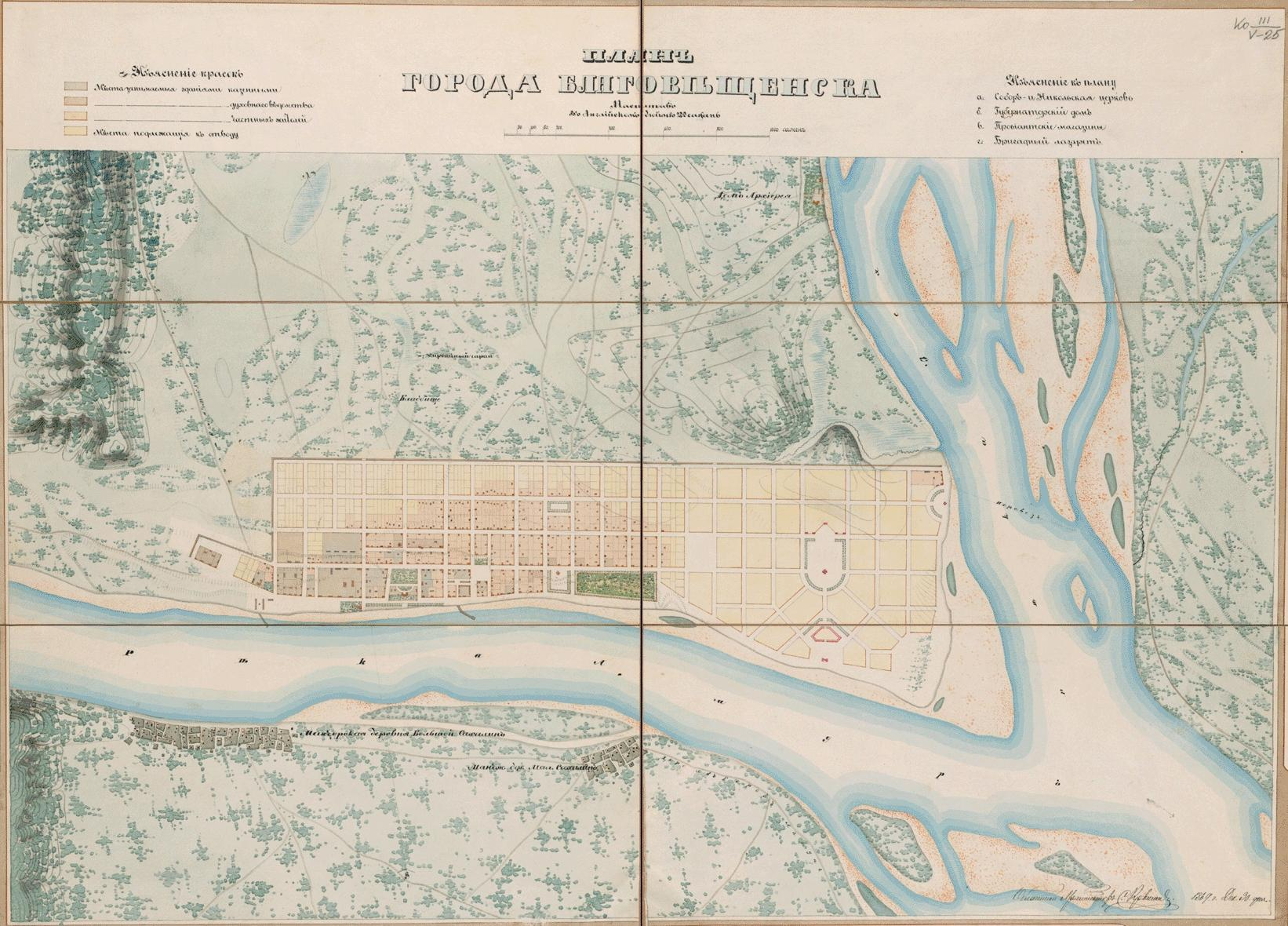
План города 1869 года

Следующим летом, в 1857 году, по Амуру прибыли ещё сто человек забайкальских казаков (семьи), для постоянного жительства. Таким образом, к весне 1858 года на берегах Амура уже жили русские люди. Сложилась благоприятная обстановка для того, чтобы документально закрепить эти территории за Российской империей. Эта почётная миссия была возложена на генерал-губернатора Н. Н. Муравьёва. 5 (17) мая 1858 года он прибыл в Усть-Зейскую станицу (нынешний Благовещенск). Его сопровождал архиепископ Камчатский, Курильский и Алеутский Иннокентий (Вениаминов).
9 (21) мая архиепископ Иннокентий заложил в Усть-Зейской станице храм в честь Благовещения Пресвятой Богородицы (по имени этого храма был впоследствии назван город). 12 (24) мая начались переговоры между представителями империи Цин и чиновниками российского внешнеполитического ведомства во главе с Н. Н. Муравьёвым. Переговоры велись 5 дней, сопровождаясь многочисленными церемониями по китайским и русским обычаям. 16 (28) мая 1858 года был подписан Айгунский договор, по условиям которого весь левый берег Амура признавался российским.
17 (29) мая Н. Н. Муравьёв с сопровождением торжественно вернулся в Усть-Зейскую станицу. Архиепископом Иннокентием был немедленно отслужен благодарственный молебен. На следующий день во время торжественного приёма, устроенного по поводу подписания договора, Н. Н. Муравьёв поздравил всех участников такими словами: «Товарищи! Поздравляю вас! Не тщетно трудились мы: Амур сделался достоянием России. Святая православная церковь молится за вас! Россия — благодарит! Да здравствует император Александр и процветает под кровом его вновь приобретённая страна. Ура!».
21 мая (2 июня) текст договора и план дальнейших действий, предложенных Н. Н. Муравьёвым, были отправлены для ознакомления Императору Александру II. По факту решения этой сложной задачи с разграничением территорий Император возвёл Муравьёва в графское достоинство. К фамилии Муравьёва было присоединено слово «Амурский». Более 200 человек, участвовавших в подписании договора, были награждены. 5 (17) июля 1858 года императорским указом был учреждён город Благовещенск.
8 (20) декабря 1858 года высочайшим повелением императора Александра II была основана Амурская область. Благовещенск стал её административным центром. Город является форпостом России на берегах Амура, защищая дальневосточные рубежи страны.
21 декабря 1858 года (2 января 1859) усилиями Иннокентия, архиепископа Камчатского, Курильского и Алеутского, кафедра Камчатской епархии была перенесена в Благовещенск.

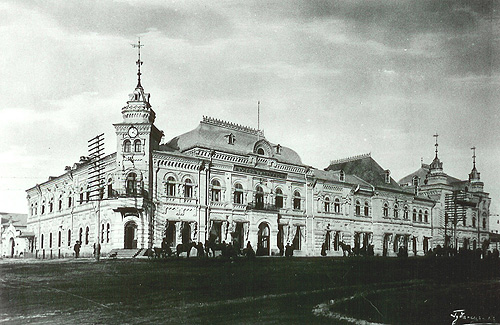
Универмаг товарищества «Кунст и Альберс» в 1911 году

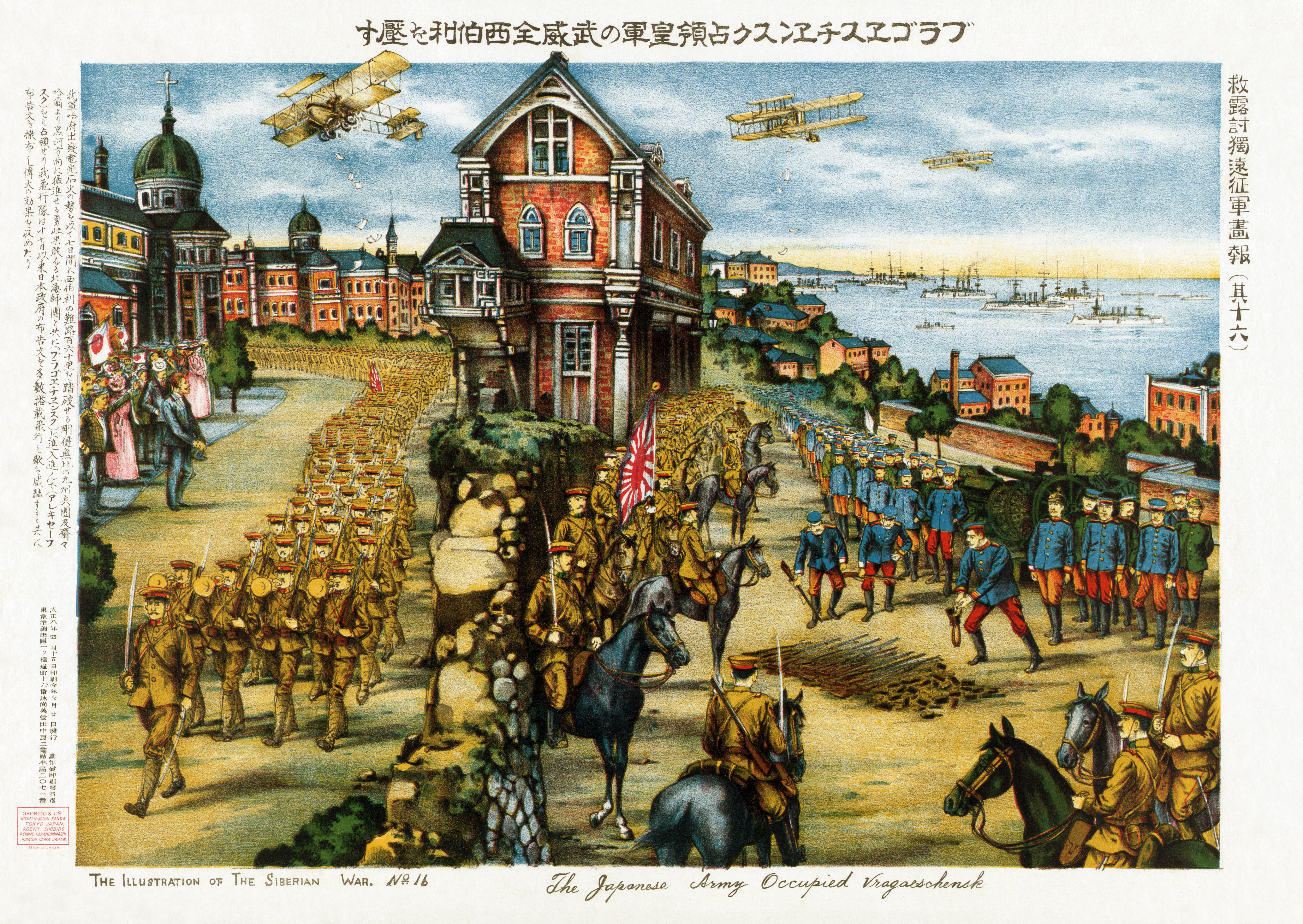
Японский плакат, изображающий захват Благовещенска японскими войсками

В 1865 году в Амурской области разрешена добыча золота частными лицами. Благодаря этому дальнейшее развитие города вплоть до советского периода неразрывно связано с золотодобычей. В 1894 году на Амуре было добыто более 13 тонн золота. В этой связи ускоренными темпами развивался водный транспорт — только по воде можно было добраться до удалённых приисков.
Но между тем хорошо развивалось и сельское хозяйство. Средний уровень производства зерна на одного жителя Амурской области в 1890-е годы составлял не менее 50 пудов, в то время как во Владимирской, Московской губерниях — 27 пудов, на юго-востоке Украины — 51 пуд.
В 1867 году в Благовещенске проездом побывал Н. М. Пржевальский.
В 1876 году первым городским головой стал М. О. Макеевский.
В 1888 году в городе заработал первый в Приамурье чугунолитейный завод (ныне судостроительный). Основатель — купец Н. С. Львов.
В городе была развита деревообрабатывающая промышленность.
К концу XIX века город являлся большим речным портом и промышленным центром. В 1905 году здесь было 157 пароходов и 220 барж .
И всё же Благовещенск прежде всего являлся купеческим городом. Несколько крупнейших торгово-промышленных домов, таких как «Кунст и Альберс», «И. Я. Чурин и Ко», и бесчисленные предпринимательские формирования обеспечивали горожан разнообразием товаров.
В 1889 году сотник Амурского казачьего войска Дмитрий Пешков, уроженец Албазинской станицы, начал конный переход Благовещенск — Санкт-Петербург, окончившийся 19 мая 1890 года. На лошади монгольской породы, по кличке «Серый» он шесть месяцев ехал по тайге, в том числе в зимнее время, при 40-градусных морозах. Александр III в честь прибытия Пешкова устроил в Санкт-Петербурге парад. Это событие положено в основу снятого в 2006 году французским кинорежиссёром Жоелем Фаржем фильма «Серко».
А. П. Чехов, побывавший в Благовещенске в 1890 году, оставил в своих письмах такие записи: «Здесь не боятся говорить громко. Арестовывать здесь некому и ссылать некуда, либеральничай сколько влезет. Народ всё больше независимый, самостоятельный и с логикой; я влюблён в Амур, охотно бы пожил на нём года два. И красиво, и просторно, и свободно, и тепло. Последний ссыльный дышит на Амуре легче, чем самый первый генерал в России; Амур чрезвычайно интересный край. Жизнь тут кипит такая, о какой в Европе и понятия не имеют».
В 1891 году город посетил цесаревич Николай — будущий российский император Николай II. В память этого события была сооружена Триумфальная арка.
Первый поезд из Благовещенска в Петербург отправился 13 (26) декабря 1913 года.

## Начало XX века

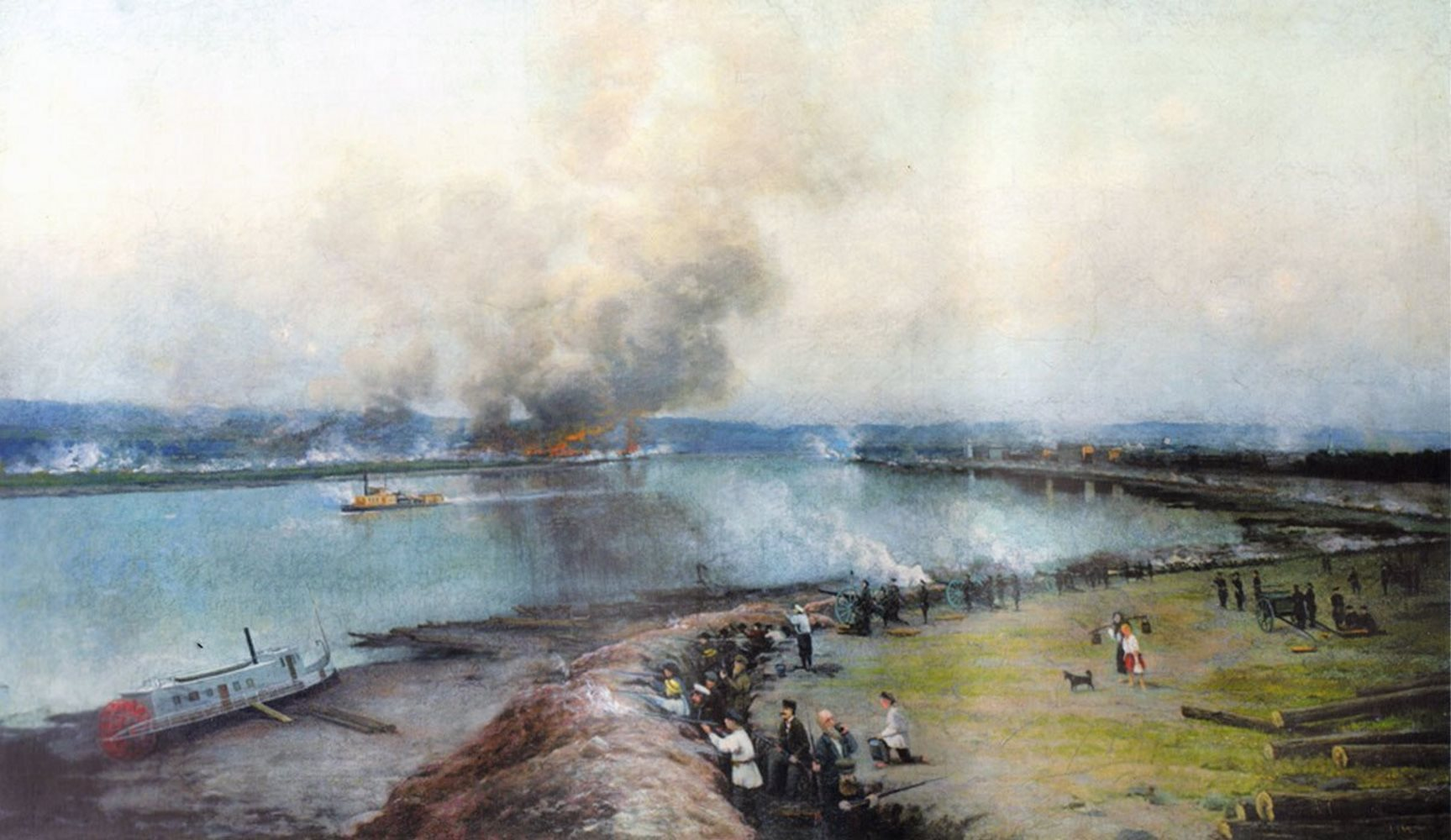
А. А. Сахаров. Оборона Благовещенска от китайских войск. 1900 год

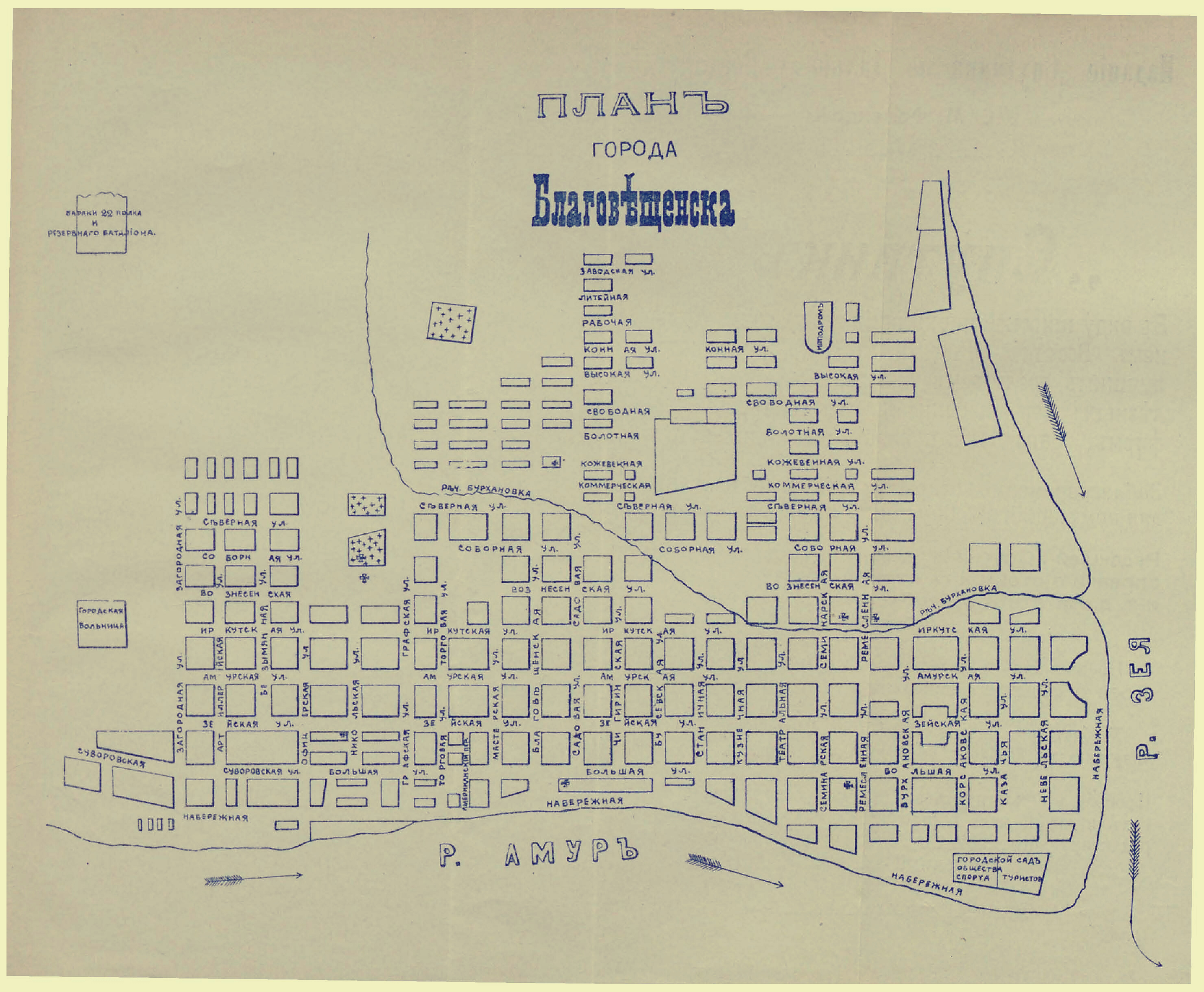
План города Благовещенска, 1911 год

Летом 1900 года в городе произошёл конфликт с китайцами, в ходе так называемого Боксёрского восстания. 1 (14) июля 1900 год начались военные действия Китая против России — на Амуре произошли нападения китайцев на русские суда. В Благовещенске русские жители спешно вооружались, готовясь к отражению атаки с китайской стороны и возможных враждебных действий со стороны этнических китайцев, проживавших на территории города и области. Начался массированный обстрел города с другой стороны Амура. Он продолжался две недели. Бомбардировка Благовещенска китайцами в 1900 году запечатлена на полотне ученика Айвазовского, А. А. Сахарова, «Оборона Благовещенска в 1900 году». В городе участились случаи насилия над китайцами и их убийства. Военным губернатором полиции было не вполне чётко оглашено решение выдворить китайцев с территории города. В самом узком месте реки (выше Благовещенска), при низкой воде, планировалось переправить их на тот берег. Но недопонимание указа и взаимное озлобление привело к тому, что конвойные казаки погнали китайцев вплавь. Многие из них плавать не умели и погибли при переправе. Свидетель этих событий Н. З. Голубцов писал: «В посёлке перевозочных средств было мало, да для толпы в две с лишним тысячи человек их нелегко было бы найти. Между тем, с того берега не переставали стрелять. Тут имел место факт переправы китайцев через Амур прямо вплавь. Конечно, немногие из них достигли своего берега, но и здесь ожидала их печальная участь: их избивали свои же».
Казачьи сёла Благовещенского района, такие как Игнатьево, Марково и Сергеевка, в то время играли важную роль в обороноспособности Благовещенска. В приказе по Амурскому казачьему войску № 119 К. Н. Грибский писал: «Твёрдо убеждён, что… имя Амурского казака прогремит по всей Маньчжурии и станет грозой в китайском населении».

## Советский период
12 (25) ноября 1917 года в городе были получены первые сведения об Октябрьской революции в Петрограде и тексты первых декретов советской власти. Городской совет депутатов возглавил большевик Фёдор Мухин. В 1918 году в Благовещенске восстал против советской власти атаман Иван Михайлович Гамов. Казаки во главе с Гамовым захватили город и арестовали весь состав облисполкома.
Капитан Муравьёв, сотрудник военно-статического отделения окружного штаба Приамурского военного округа, пишет в своём отчёте о командировке в Благовещенск в марте 1919 года: «Японские войска в настоящее время расположились вдоль линии Амурской железной дороги, охраняя станции, мосты и прочие железнодорожные сооружения от нападения и порчи их большевиками. Главной базой японцев является Благовещенск, где сосредоточены их силы в составе одной бригады под командой генерала Ямада. В его распоряжении имеется также два бронированных поезда и восемь аэропланов. В случае необходимости для борьбы с большевиками отсюда выделяются отряды, посылаемые в требуемые пункты».
Японские оккупанты прославились жестокими казнями: так, в ночь с 26 на 27 марта 1919 года на территории, занятой сегодня Первой городской больницей, были казнены 16 амурских комиссаров. Незадолго до этого, 22 марта 1919 г. в Ивановке оккупанты расстреляли 257 мирных жителей и ещё нескольких сожгли живьём. Среди убитых было много женщин и детей.
18 мая 1920 года амурские партизаны и войска Дальневосточной республики изгнали японцев с территории Амурской области. С 1920 по 1922 год Амурская область входила в состав Дальневосточной республики.
В ноябре 1922 года Амурская область стала губернией, и Благовещенск стал губернским центром (вплоть до марта 1926 года). Все нормы Конституции РСФСР и законодательство советской власти вступили в силу в городе только в 1924 году.
В 20-е годы в городе развивалась торговля по всем законам приграничного города — включая законный товарообмен и контрабанду. С китайской стороны в город поступал, в основном, спирт, который выменивался в тайге на золото.

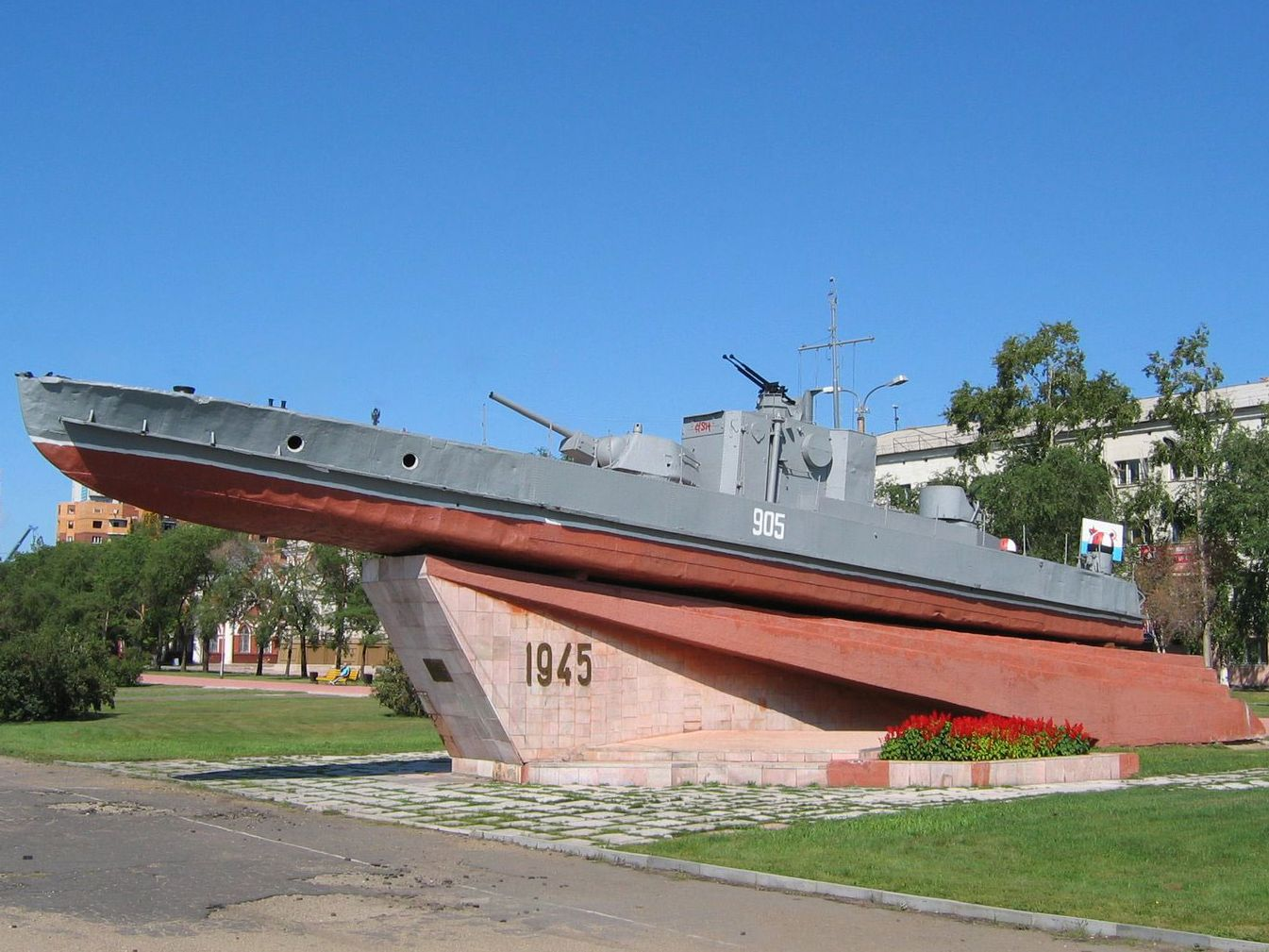
Бронекатер на набережной Амура

С 1937 года ситуация значительно ухудшилась. Прежде всего, по причине внедряемой коллективизации сельского хозяйства, а также по причине лишения области золотопромышленной базы. Однако именно в 30-е годы в городе был запущен завод «Амурский металлист», переоборудована спичечная фабрика, построены швейная и кондитерская фабрики. В 30-х годах накалилась обстановка за Амуром — в Маньчжурии стали вновь активно действовать японцы, захватившие её в 1932 году. Они консолидировали свои усилия с русскими эмигрантами для захвата власти на территории Амурской области. В 1931 году уроженцем Благовещенска Константином Родзаевским была создана Российская фашистская партия, готовились диверсии и вылазки на территорию области.
В ходе Великой Отечественной войны Благовещенск отмечался благодарностями Верховного Главнокомандующего. Город отправлял на все фронты своих жителей по мобилизации и добровольцами. В августе 1945 г. 2-я Краснознамённая армия совершила переправу через Амур с целью разгрома японских мест дислокации на территории Маньчжурии. Об этом событии на набережной города напоминает памятник — бронекатер.
До конца 1980-х годов въезд для жителей других регионов СССР в пограничный Благовещенск был ограничен, въезд иностранцев был воспрещён. Для посещения города требовалось приглашение друзей или родственников и специальный пропуск. Благодаря этому обстоятельству преступность в городе практически отсутствовала. Но ограничение на въезд также не способствовало приросту населения — 100 000 жителей Благовещенск набрал только к своему 100-летию в 1958 году.
В период с ноября 1975 года по 1994 год в Благовещенске существовало 2 городских района — Ленинский, включавший в себя восточную часть города и Пограничный, располагавшийся на западе Благовещенска. Граница между районами проходила по улице им. 50-летия Октября.

## Современный период

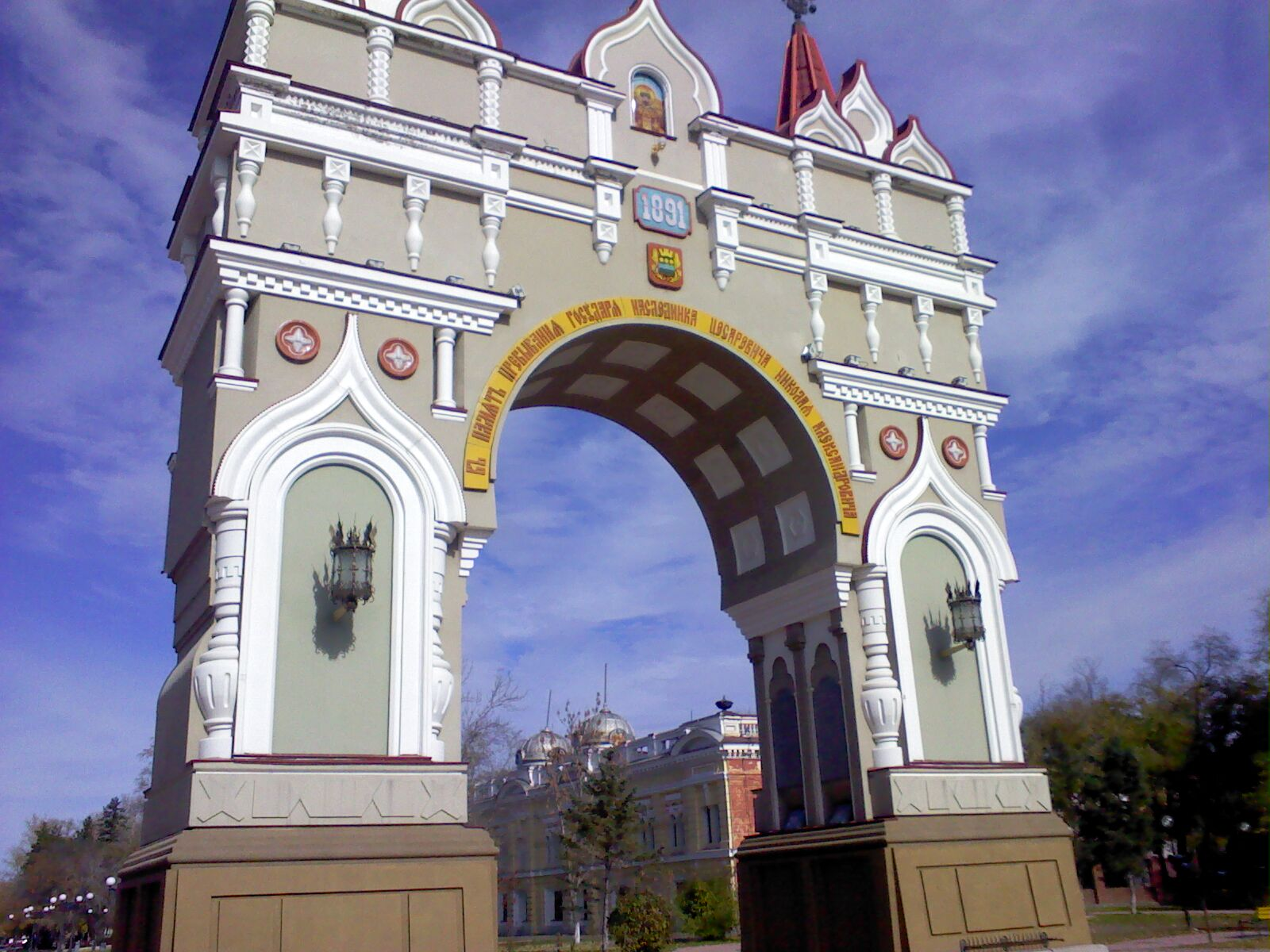
Восстановленная триумфальная арка

В 1994 году Благовещенск посетил Президент РФ Борис Ельцин. Во время поездки по городу было запланировано посещение продовольственного магазина № 16, в котором все специально для этого приготовили. Однако президент решил нарушить планы и заехал в расположенный в двух кварталах магазин № 61 напротив педагогического института — туда, где его никто не ждал. «Ну что это такое! Хвастаются: „360 сортов рыбы в Амуре“, а на прилавке три кильки лежит», — возмутился президент.
В соответствии со стратегией социально-экономического развития Дальнего Востока и Байкальского региона на период до 2025 года, утверждённой Правительством РФ, предусматривается строительство автомобильного моста через Амур в районе Благовещенска. Проект строительства моста был впервые предложен в 1995 году. По разным причинам к его реализации так и не приступали: в 1998 году произошёл дефолт, в результате которого не выделялись средства на развитие проекта. В 2005 году проект не получил одобрения со стороны министра экономического развития и торговли.
В 2003—2005 годах была восстановлена триумфальная арка, разрушенная в 1936 году.

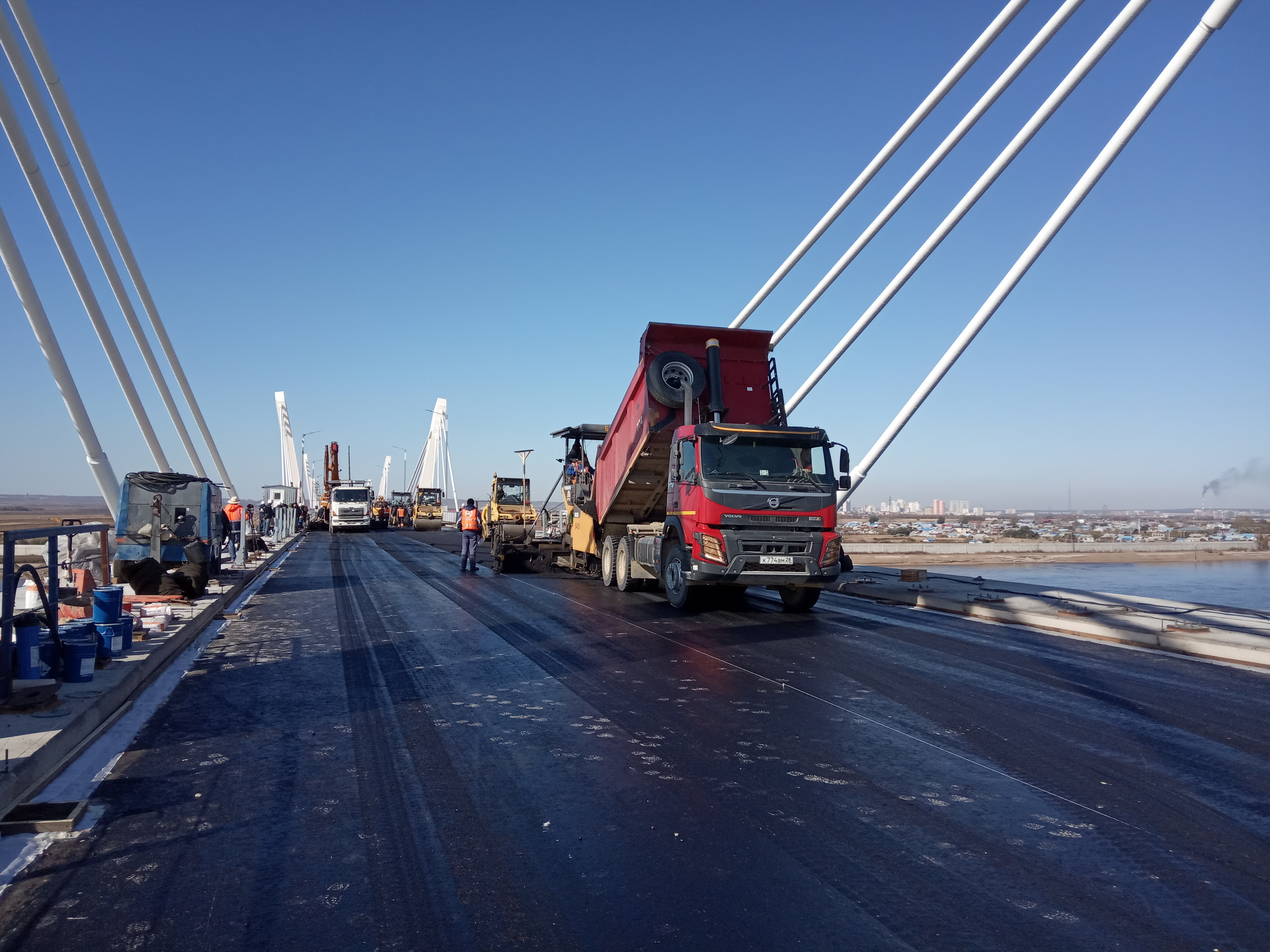
Укладка асфальта на мосту в Китай

Начиная с 2012 года на Амуре ежегодно налаживается понтонный мост. 24 декабря 2016 года состоялось первое установочное заседание штаба по масштабному строительству мостового перехода через реку Амур в районе городов Благовещенск (РФ) — Хэйхэ (КНР). 31 мая 2019 года состоялась стыковка пролётов моста Благовещенск — Хэйхэ, а 29 ноября 2019 года объявлено о завершении его строительства.